# Консервативний лібералізм
Консервативний лібералізм — варіант лібералізму, який поєднує ліберальні цінності з консервативними позиціями з низки питань, тобто представляє праве крило ліберального руху.
Консервативні ліберальні партії поєднують ліберальну політику з більш традиційною думкою з соціальних і етичних питань. Вони зазвичай підтримують економічний лібералізм і часто самоідентифікує як партії громадського порядку («закону і порядку»), виступають за більш активну боротьбу з криміналом, підтримують більш серйозні міри покарання для злочинців, приділяють особливо гостре увагу на боротьбі з тероризмом. Від соціал-лібералів консервативних лібералів відрізняє менш виразне відображення етичних питань, консервативні ліберали часто підтримують більш суворий контроль нелегальної міграції, вони рідше підтримують мультикультуралізм. У Європі не слід плутати консервативний лібералізм і ліберальний консерватизм, який об'єднує консерватизм з ліберальними поглядами на економіку, соціальні та етичні питання.
Загалом, ліберальний консерватизм і консервативний лібералізм мають різне філософське коріння. Історично "ліберальний консерватизм" відноситься переважно до випадку, коли консерватори приймають елементи класичного лібералізму, а "консервативний лібералізм" відноситься до класичних лібералів, які підтримують економіку laissez-faire, а також соціально-консервативні принципи (наприклад, християнські сімейні цінності). Оскільки класичні ліберальні інститути поступово були прийняті консерваторами, ліберальних консерваторів мало що відрізняє від консервативних лібералів.
Неоконсерватизм також був визначений як "ідеологічний родич" або "близнюк" консервативного лібералізму, і деяка подібність існує також між консервативним лібералізмом та націонал-лібералізмом.

## Анотація
Консервативний лібералізм виник у Франції кінця XVIII століття, коли помірна буржуазія підтримувала монархію у межах ліберального табору. Представництвами консервативно-ліберальної партії були "Доктринери", що існували під час Реставрації Бурбонів. Радикалізм виник як опозиція проти помірності цих (консервативних) лібералів.
На думку Роберта Крайнака, професора Колгейтського університету, замість "слідувати прогресивному лібералізму (тобто соціальному лібералізму), консервативні ліберали спираються на досучасні джерела, такі як класична філософія (з її ідеями чесноти, загального блага і природних прав), християнства (з його ідеями природного права, соціальної природи людини та первородного гріха) та давні інститути (такі як загальне право, корпорації та соціальні ієрархії), що надає їх лібералізму консервативної основи. Це означає, що консервативні ліберали слідують Платону, Аристотелю, Сократу, святому Августину, святому Томі Аквінському та Едмунду Берку, а не Локку чи Канту. Це зазвичай включає глибоку симпатію до політики грецького полісу, Римської республіки та християнських монархій. Але, будучи реалістами, консервативні ліберали визнають, що класична та середньовічна політика не може бути відновлена у сучасному світі. І, як моралісти, вони бачать, що сучасний експеримент зі свободою та самоврядуванням має позитивний ефект підвищення людської гідності, а також надає можливість (навіть за умов масової культури) для трансцендентного прагнення вічності. Консервативний лібералізм у своєму кращому практичному прояві просуває впорядковану свободу під Богом та встановлює конституційні гарантії проти тиранії. Він показує, що режим свободи, заснований на традиційній моралі та класичній християнській культурі, є досягненням, яким ми можемо пишатися, а не просто захищатися, як опікуни західної цивілізації”.
У європейському контексті консервативний лібералізм не слід плутати з ліберальним консерватизмом, який є варіантом консерватизму, що поєднує консервативні погляди з ліберальною політикою щодо економіки, соціальних та етичних питань. Коріння консервативного лібералізму слід шукати на початку історії лібералізму. До двох світових війн політичний клас у більшості європейських країн від Німеччини до Італії сформували консервативні ліберали. Події, такі як Перша світова війна, що відбулися після 1917 року, привели радикальнішу версію класичного лібералізму до більш консервативного (тобто більш поміркованого) типу лібералізму.

## Політичні погляди
Консервативний лібералізм - це загалом ліберальна ідеологія, що протиставляється соціальному лібералізму. Консервативний лібералізм, поруч із соціальним лібералізмом і класичним лібералізмом, згадується як основна ліберальна ідеологія європейської політики.[5] Він часто використовується для опису лібералізму, близького до центру чи в правому центру політичного спектра. Однак іноді трапляються консервативні ліберали, що знаходяться на правому політичному фланзі.

### Відмінності між соціальним, класичним та консервативним лібералізмом
"Соціальний лібералізм" - це поєднання економічного кейнсіанства та культурного лібералізму. "Класичний лібералізм" - це економічний лібералізм, який частково включає культурний лібералізм.
"Консервативний лібералізм" - це ідеологія, яка підкреслює консервативний аспект лібералізму, тому він може виявлятися у дещо іншій формі залежно від місцевих реалій.
Консервативний лібералізм відноситься до ідеологій, які демонструють консервативні тенденції всередині ліберального табору, тому він має певне відносне значення. У США під консервативними лібералами маються на увазі де-факто класичні ліберали, але в Європі до них також можна віднести "християнських демократів" та "ордолібералів". (Християнська демократія - це основна європейська консервативна ідеологія, тому є випадки, коли вона підтримує вільні ринки).

## Джерело
- Консервативний лібералізм [Архівовано 4 червня 2014 у Wayback Machine.]